# Società Sportiva Calcio Venezia 2008-2009
Questa voce raccoglie le informazioni riguardanti la Società Sportiva Calcio Venezia nelle competizioni ufficiali della stagione 2008-2009

## Stagione
Il Venezia nel 2008-2009 ha disputato il campionato di Lega Pro Prima Divisione si classifica al diciassettesimo posto nel girone A. Si salva dopo i play-out vinti contro la Pro Sesto: vince 3-1 all'andata in casa, pareggia 1-1 al ritorno.
In Coppa Italia Lega Pro supera la prima fase eliminatoria nel girone E qualificandosi insieme all'Itala San Marco, quindi viene eliminato al primo turno della fase ad eliminazione diretta dal Bassano Virtus, perdendo 2-0 in casa.

## Rosa
Rosa tratta dal sito ufficiale.
| N. |                    | Ruolo | Calciatore                 |
| -- | ------------------ | ----- | -------------------------- |
|    | Italia (bandiera)  | P     | Giuseppe Aprea             |
|    | Italia (bandiera)  | P     | Massimo Lotti              |
|    | Italia (bandiera)  | P     | Michele Mion               |
|    | Brasile (bandiera) | D     | Robert Cavalheiro Anderson |
|    | Italia (bandiera)  | D     | Valerio Bertotto           |
|    | Italia (bandiera)  | D     | Mattia Conte               |
|    | Italia (bandiera)  | D     | Alberto Galuppo            |
|    | Italia (bandiera)  | D     | Umberto Gardella           |
|    | Italia (bandiera)  | D     | Ivanoe Lanzara             |
|    | Italia (bandiera)  | D     | Fabio Lebran               |
|    | Italia (bandiera)  | D     | Davide Mandorlini          |
|    | Italia (bandiera)  | D     | Daniel Semenzato           |
|    | Italia (bandiera)  | D     | Paolo Tricoli              |
|    | Italia (bandiera)  | D     | Andrea Zamuner             |
|    | Italia (bandiera)  | C     | Stefano Bono               |
|    | Italia (bandiera)  | C     | Antonino Cardinale         |
|    | Italia (bandiera)  | C     | Mattia Collauto            |

| N. |                    | Ruolo | Calciatore             |
| -- | ------------------ | ----- | ---------------------- |
|    | Italia (bandiera)  | C     | Luca Conean            |
|    | Italia (bandiera)  | C     | Luca Corradi           |
|    | Italia (bandiera)  | C     | Marco Cuoghi           |
|    | Italia (bandiera)  | C     | Davide Drascek         |
|    | Italia (bandiera)  | C     | Daniele Fiorentino     |
|    | Italia (bandiera)  | C     | Daniele Fornaio        |
|    | Italia (bandiera)  | C     | Alberto Rebecca        |
|    | Italia (bandiera)  | C     | Simone Rigoni          |
|    | Italia (bandiera)  | C     | Paolo Ruffini          |
|    | Italia (bandiera)  | A     | Matteo Chinellato      |
|    | Nigeria (bandiera) | A     | Kelechi Francis Ibekwe |
|    | Italia (bandiera)  | C     | Federico Laurito       |
|    | Italia (bandiera)  | A     | Simone Malatesta       |
|    | Italia (bandiera)  | A     | Matteo Momentè         |
|    | Italia (bandiera)  | A     | Lorenzo Morelli        |
|    | Italia (bandiera)  | A     | Paolo Poggi            |

## Statistiche

### Statistiche di squadra
| Competizione                | Punti | In casa | In casa | In casa | In casa | In casa | In casa | In trasferta | In trasferta | In trasferta | In trasferta | In trasferta | In trasferta | Totale | Totale | Totale | Totale | Totale | Totale | M.I. |
| Competizione                | Punti | G       | V       | N       | P       | Gf      | Gs      | G            | V            | N            | P            | Gf           | Gs           | G      | V      | N      | P      | Gf     | Gs     | M.I. |
| --------------------------- | ----- | ------- | ------- | ------- | ------- | ------- | ------- | ------------ | ------------ | ------------ | ------------ | ------------ | ------------ | ------ | ------ | ------ | ------ | ------ | ------ | ---- |
| Lega Pro 1º div. (girone A) | 31    | 17      | 7       | 6       | 4       | 21      | 13      | 17           | 1            | 5            | 11           | 14           | 28           | 34     | 8      | 11     | 15     | 35     | 41     | -6   |
| Play-out                    |       | 1       | 1       | 0       | 0       | 3       | 1       | 1            | 0            | 1            | 0            | 1            | 1            | 2      | 1      | 1      | 0      | 4      | 2      | +2   |
| Coppa Italia Lega Pro       | 10    | 3       | 2       | 0       | 1       | 4       | 3       | 2            | 1            | 1            | 0            | 2            | 1            | 5      | 3      | 1      | 1      | 6      | 4      | +2   |
| Totale                      |       | 21      | 10      | 6       | 5       | 28      | 17      | 20           | 2            | 7            | 11           | 17           | 30           | 41     | 12     | 13     | 16     | 45     | 47     | -2   |